# Grevillea baileyana
Grevillea baileyana är en tvåhjärtbladig växtart som beskrevs av Mcgill.. Grevillea baileyana ingår i släktet Grevillea och familjen Proteaceae. Inga underarter finns listade i Catalogue of Life.